# Quân xưởng Hải quân Maizuru

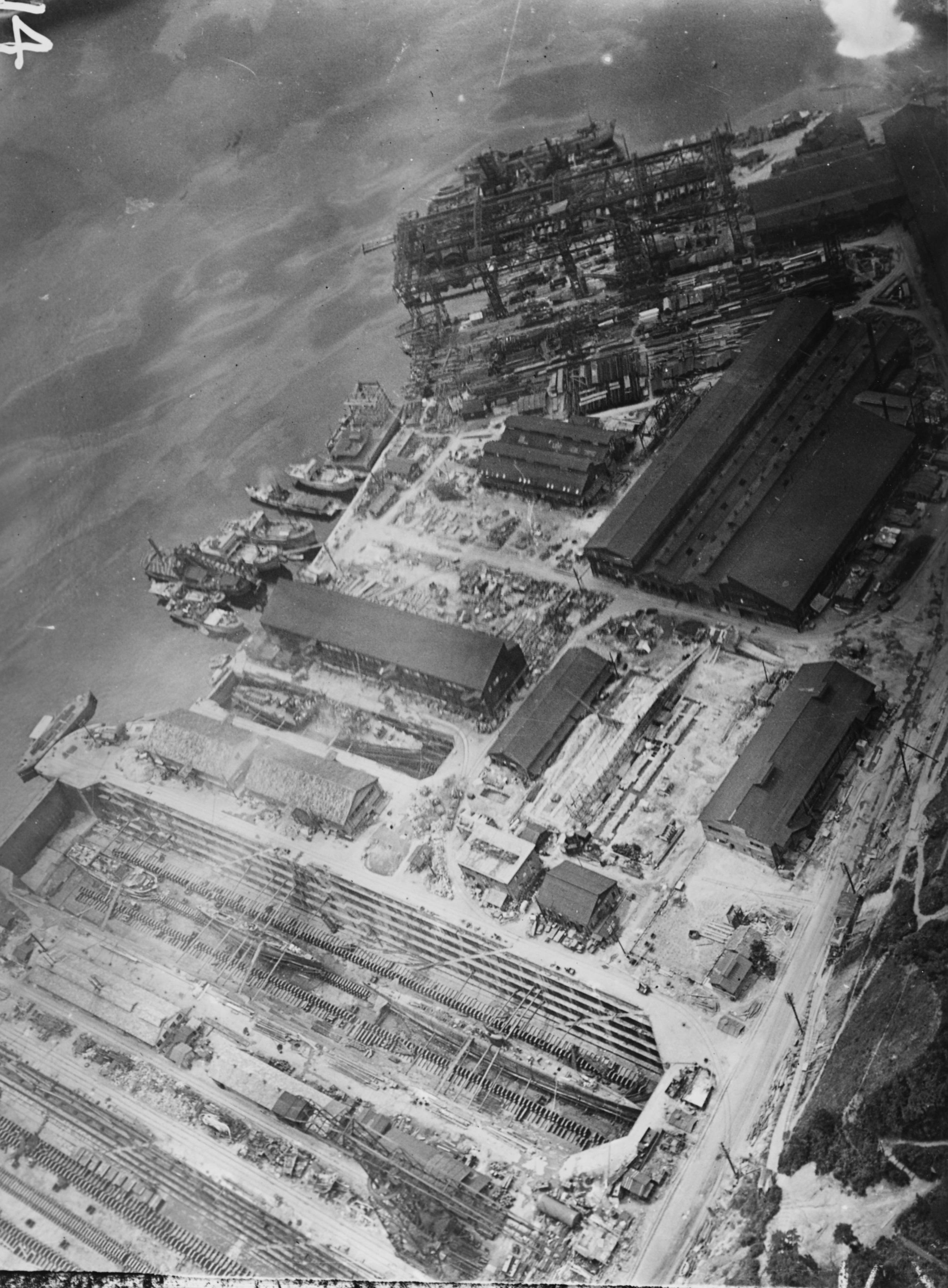
Quân xưởng Hải quân Maizuru, 1945

Quân xưởng Hải quân Maizuru (舞鶴海軍工廠 (Maizuru Hải quân Công xưởng) Maizuru Kaigun Kosho) là một trong bốn nhà máy đóng tàu hải quân chính được sở hữu và điều hành bởi Hải quân Đế quốc Nhật Bản.

## Lịch sử

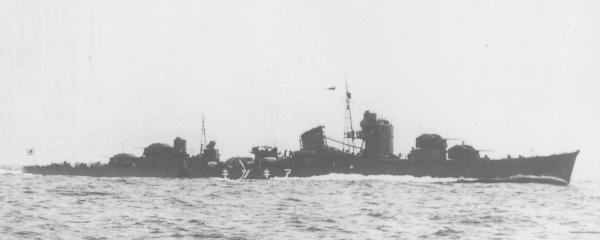
Tàu khu trục Akizuki, một trong nhiều tàu khu trục khác nhau được đóng tại Quân xưởng Hải quân Maizuru

Quận Hải quân Maizuru được thành lập năm 1889 tại Maizuru, tỉnh Kyoto, là khu vực thứ tư trong số các vùng hải quân chịu trách nhiệm bảo vệ các đảo Nhật Bản. Sau khi thành lập căn cứ hải quân, một cơ sở sửa chữa tàu được thành lập vào năm 1901 với một bến tàu khô. Với việc bổ sung thiết bị và phương tiện để sản xuất tàu vào năm 1903, Quân xưởng Hải quân Maizuru đã chính thức được thành lập.
Các bến cảng khô bổ sung được hoàn thành vào năm 1904 và 1914. Khi bến tàu số 3 được hoàn thành vào năm 1914, nó là ben kho lớn nhất Nhật Bản vào thời điểm đó.
Hiệp ước Hải quân Washington, đã có các cuộc thảo luận trong Bộ Hải quân về việc đóng cửa cơ sở, và nó đã  cho đến năm 1936. Sau đó, nó mở cửa trở lại, đóng tàu, máy bay và vũ khí cho quân đội. Nó chuyên sản xuất các tàu khu trục và tàu nhỏ hơn.

### Sau thế chiến thứ hai
Trong giai đoạn sau Thế chiến II, một công ty tư nhân, Iino Industries Co. Ltd., đã tiếp quản và thành lập Xưởng đóng tàu Maizuru.
Năm 1963,Xưởng đổi tên thành Maizuru Heavy Industries. Năm 1971, nó được sáp nhập với Tập đoàn Hitachi Zosen. Năm 2002, Hitachi Zosen tách rời xưởng đóng tàu thành một công ty liên doanh với JFE Engineering được gọi là Tổng công ty đóng tàu Universal.
Trụ sở chính cũ và một số nhà kho gắn liền với các xưởng đóng tàu được bảo tồn là bảo tàng kỷ niệm của chính quyền thành phố Maizuru. Các bến cảng khô trước chiến tranh và một trong những cần cẩu lớn vẫn còn được sử dụng ngày nay.

## Tàu đóng tại Quân xưởng Hải quân Maizuru

### Chiến trang Nga-Nhật
- Lớp Kamikaze (1905): Oite, Yūnagi, Uranami, Isonami, Ayanami

### Chiến tranh thế giới thứ nhất
- Lớp Umikaze: Umikaze
- Lớp Sakura: Sakura, Tachibana
- Lớp Kaba: Kaede
- Lớp Minekaze: Minekaze, Okikaze, Shimakaze, Nadakaze, Shiokaze, Tachikaze, Hokaze, Nokaze, Namikaze, Numakaze
- Lớp Wakatake: Kuretake
- Lớp Enoki: Enoki
- Lớp Momo: Kashi, Hinoki

### Chiến tranh thế giới thứ hai
- Lớp Kamikaze: Harukaze, Matsukaze, Hatakaze
- Lớp Mutsuki: Kisaragi, Kikuzuki
- Lớp Fubuki: Fubuki, Hatsuyuki, Shikinami, Yūgiri, Sazanami, Hibiki
- Lớp Hatsuharu/Shiratsuyu: Yūgure, Umikaze
- Lớp Asashio: Ōshio, Arare
- Lớp Kagerō: Kagerō, Oyashio, Amatsukaze, Nowaki
- Lớp Yūgumo: Yūgumo, Makinami, Hayanami, Hamanami, Okinami, Hayashimo
- Shimakaze
- Lớp Akizuki: Akizuki, Hatsuzuki, Fuyutsuki, Hanazuki, Kiyotsuki, Hazuki
- Lớp Matsu/Tachibana: Matsu, Momo, Maki, Kaya, Tsubaki, Nire, Shii, Enoki, Odake, Hatsuume, Tochi, Hishi

## Ngoài ra
- JDS Kashima (TV-3508)